# Saser Kangri
Le Saser Kangri est une montagne indienne située dans le massif du Saser Muztagh (en) appartenant à la chaîne du Karakoram. Ce massif comprend cinq sommets distincts :
- le Saser Kangri I (7 672 m)[1], 35e plus haut sommet de la planète[2] ;
- le Saser Kangri II Est (7 513 m)[1] ;
- le Saser Kangri II Ouest (7 500 m) ;
- le Saser Kangri III (7 495 m)[1] ;
- le Saser Kangri IV (7 416 m).

## Ascensions
- 5 juin 1973 : première ascension du Saser Kangri I par une équipe indienne[1].
- 15 mai 1986 : première ascension du Saser Kangri III par une équipe indienne[1].
- 31 août 2011 : première ascension du Saser Kangri II Est par Mark Richey, Steve Swenson, et Freddie Wilkinson.
- 31 juillet 2013 : première ascension du Saser Kangri Plateau Peak par Pradeep Ch Sahoo, Subrata De (chef adjoint d'expédition), Prasanta Gorai, Debraj Dutta (chef d'expédition), Phurba Sherpa, Mingma Sherpa, Lakpa Tenzing Sherpa, Dawa Sherpa, Lakpa Norbu Sherpa.